# Legnica
Legnica (kiejtéseⓘ, IPA: [lɛgˈɲiʦa], régebben Lignica, németül Liegnitz ['liːgnɪʦ]) város Délnyugat-Lengyelországban, a Kaczawa folyó mentén. Lakossága 106 122 fő. Az 1999-es közigazgatási reform óta a Alsó-sziléziai vajdaság része, azt megelőzően a Legnica vajdasághoz tartozott.

## Története
1164-től kezdve Liegnitz az ugyanilyen nevű hercegségnek volt székhelye. 1241-ben Legnica mellett győzték le a mongolok az egyesült cseh–lengyel seregeket és az őket segítő Német Lovagrend s a johanniták hadait. 1675-ben, amikor a Piast-hercegek férfiága kihalt, Ausztria a várost és a hercegséget elfoglalta. 1634. május 13-án az Hans Georg von Arnim-Boitzenburg vezérelte szászok itt Hieronymus von Colloredo császári vezér felett győzelmet arattak. 1740-ben a várost elfoglalták a poroszok. 1760. augusztus 15-én Nagy Frigyes itt győzte le Laudon osztrák vezért.

## Műemlékek
Nevezetesebb épületei: a királyi kastély; a városháza; a katolikus templom az egykori Piast-hercegek kriptájával; továbbá Nagy Frigyes emlékszobra és az 1870-71-ben elesett harcosok emlékműve.

## Híres legnicaiak
- Itt hunyt el 1556-ban Valentin Trotzendorf német pedagógus

## Testvérvárosai
- Blansko, Csehország
- Drohobics, Ukrajna
- Orenburg, Oroszország
- Wuppertal, Németország
- Roanne, Franciaország